# William Thoms

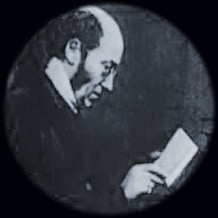
William Thoms

William John Thoms (16 de noviembre de 1803-15 de agosto de 1885) fue un escritor británico a quien se le da el crédito por haber acuñado el término «folklore» en 1846. Sus investigaciones sobre folclore y mito, lo ayudaron a mantener una carrera por muchos donde echaba por tierra mitos de longevidad; fue considerado un pionero de la demografía.

## Vida
Trabajó como recopilador de historias, se desempeñó por muchos años como empleado en la oficina del secretario del Hospital Chelsea. Fue distinguido como miembro  de la Sociedad de Antiquarios y se convirtió en  secretario de la Sociedad Camden en 1838.  En 1845  fue nombrado secretario y, posteriormente, bibliotecario adjunto a la Cámara de Señores. Fue el fundador  en 1849 de Notas y Consultas, la cual había editado hace  algunos años.
Se le atribuye haber  inventado la palabra 'folclore' en  1846, cuando envió una carta  al Athenaeum. Inventó esta palabra compuesta para reemplazar  varias otras  utilizadas en ese tiempo, incluyendo palabras como "antigüedades populares" o "literatura popular".  Era aficionado de los trabajos de Jacob Grimm, a los cuales consideraba notables.
Su primer libro , "Idilios de Prosa Temprana" (3 vol. 1827-1828),fue publicado con el estímulo  de Francis Douce, y se igualó a versiones  de cuentos en inglés como "Robert el Demonio, Thomas el lector, Fray Bacon, Prisa de Fraile, Virgilius, Robin Hood, George Verde, Tom Lincolne, Helyas, y Dr. Faustus". Entre sus publicaciones tenemos Laicos y  Leyendas (1834), El Libro del Tribunal (1838), Gammer Gurton  Historias Famosas (1846), Gammer Gurton  Historias Agradables (1848).  También editó Stow.  Encuesta de Londres en 1842. Fue un miembro fundador de la Sociedad de Folclore, fundada en 1878, aunque su participación en su fundación no está bien definida.
En  1870 empezó investigar las reclamaciones a "ultra-centenarianism." Se le atribuye la formulación, por primera vez, del concepto de que las reclamaciones de  la vejez eran típicamente exageradas. En su libro "Longevidad Humana: Sus Hechos y Ficciones" (1873) establece algunas reglas para validar las reclamaciones de la longevidad.
Muere el 15 de  agosto de 1885. Thoms está enterrado en el Cementerio Brompton de Londres.

## Trabajos
Está asociado con muchas publicaciones, como editor, compilador o autor. Utilizó el seudónimo Ambrose Merton para varios trabajos.
Empezó una columna que tituló Folk-lore en el Charles Wentworth Dilke  Athenaeum en 1846;  su propio editor le animó para empezar Notas y Consultas y fue editor de esta hasta  1872. Inició la producción de una  colección de cuentos folklóricos, titulados "Saber popular de Inglaterra", pero nunca llegaron a publicarse; pero en posteriores publicaciones reimprimió artículos para los suscriptores.
La siguiente es una lista incompleta de sus trabajos:
- El Libro del Tribunal, 1838
- Las anécdotas y Las Tradiciones ilustrativas de la Historia inglesa Temprana y Literatura de Fuentes de Manuscrito, Sociedad  Camden, 1839.
- Stow.  Encuesta de Londres (Londres, 8.ª ed. ), 1842.
- Preparó  la serie de Principios de la Poesía Inglesa  (Sociedad Percy) La Historia de Reynard el Zorro, 1844, (Caxton en 1481)
- Las famosas historias de Gammer Gurton del joven  Señor de Warwick, Señor Bevis de Hampton, Tom Hickathrift, Fray Bacon, Robin Hood, y el Rey y el zapatero(Westminster, 16mo)
- Historias Agradables de Gammer Gurton sobre la  paciente Grissel, la Princesa Rosetta, Robin Goodfellow,  Baladas de la hija del Mendigo, Las chicas en la madera, y la Distribución Justa Rosamond (Westminster, 16mo).
- Antigüedades Primitivas del Londres Danés, 1849. Traduciendo Jens Jacob Asmussen Worsaae

- "La Longevidad de Hombre. Sus Hechos y Sus Ficciones" con una carta introductoria al profesor Owen, C.B., F.R.S. sobre los límites y frecuencia de los casos excepcionales. Londres: F. Norgate, 1879.